# Asteroide de tipus M

Imatge radar de (216) Cleopatra

Els asteroides de tipus M són els asteroides de composició parcialment coneguda, i són moderadament brillants (albedo 0,1-0,2). Alguns, però no tots, estan fets de níquel-ferro, ja sigui pur o mesclat amb petites quantitats de roques. Es creu que aquests són fragments d'asteroides diferenciats que van ser fragmentats per impactes del nucli metàl·lic, i se suposa que són l'origen dels meteorits ferrosos. Els asteroides de tipus M són el tercer tipus més comú d'asteroides.
També hi ha el tipus M, la composició de la qual és incerta. Per exemple, (22) Cal·líope té una densitat coneguda amb precisió que és massa baixa per a un objecte metàl·lic sòlid o fins i tot un aglomerat de solt de metall: una pila de runa de ferro-níquel requereix una porositat al voltant del 70%, el que és incompatible amb consideracions d'embalatge. (22) Cal·líope i (21) Lutècia tenen característiques en els seus espectres que suggereixen la presència de minerals hidratats i silicats, albedos anormalment baixos de radar incompatibles amb una superfície metàl·lica, així com les característiques més en comú amb els asteroides de tipus C. Una varietat d'altres asteroides de tipus M no encaixen bé en una fotografia de cos metàl·lic.
Els espectres de tipus M són plans a vermellosos i en general sense grans característiques, encara que l'absorció subtil compte longitud d'ona de 0,75 μm i per sota de 0,55 μm de vegades són presents.

## Història d'observació
(16) Psique és l'asteroide més gran de tipus M, i no sembla metàl·lic. (21) Lutècia, probablement el cos no-metàl·lic anòmal, va ser el primer asteroide de tipus M a ser fotografiat per una nau espacial quan la sonda espacial Rosetta el va visitar el 10 de juliol de 2010. Un altre tipus M, (216) Cleopatra, va ser fotografiat per un radar de l'Observatori d'Arecibo a Puerto Rico i té una forma similar a l'os de gos.
El tipus M va ser un dels tres tipus d'asteroides bàsics en les primeres classificacions (els altres són els tipus S i C), i es va pensar per indicar un cos metàl·lic.